# 圣皮埃尔德马耶
圣皮埃尔德马耶（法語：Saint-Pierre-de-Maillé，法語發音：[sɛ̃ pjɛʁ də maje]）是法国新阿基坦大区维埃纳省的一个市镇，位于该省东北部，加尔唐普河畔，属于蒙莫里永区。

## 地理
圣皮埃尔德马耶（46°40'44"N, 0°50'37"E）面积74.89 平方千米，位于法国新阿基坦大区维埃纳省，该省份为法国中西部省份，北起曼恩-卢瓦尔省和安德尔-卢瓦尔省，西接德塞夫勒省，南至夏朗德省，东南接上维埃纳省，东临安德尔省。
与圣皮埃尔德马耶接壤的市镇（或旧市镇、城区）包括：加尔唐普河畔维克、吕赖、梅里尼、昂格兰河畔昂格勒、阿尔希尼、拉比西耶尔、纳利耶、普勒马丹、拉皮。
圣皮埃尔德马耶的时区为UTC+01:00、UTC+02:00（夏令时）。

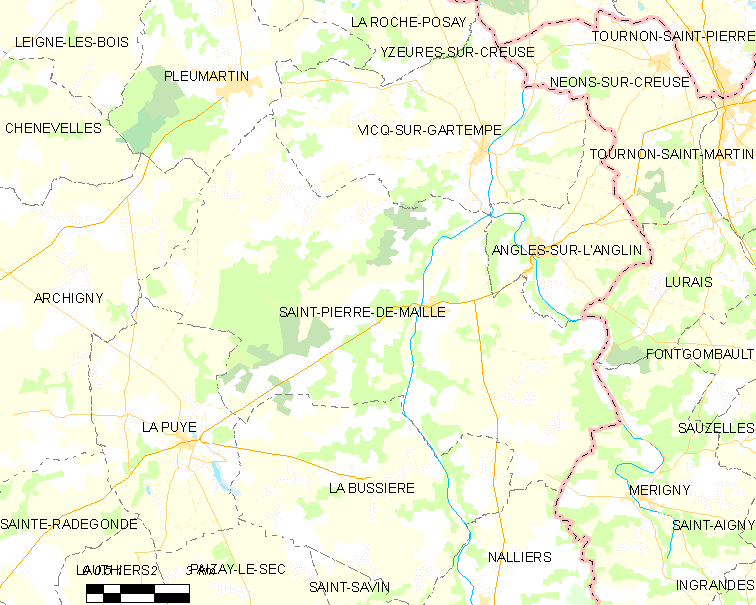
圣皮埃尔德马耶的OSM定位图

## 行政
圣皮埃尔德马耶的邮政编码为86260，INSEE市镇编码为86236。

## 政治
圣皮埃尔德马耶所属的省级选区为蒙莫里永县。

## 交通
维埃纳省省道D2线、D5线和D11线在境内交汇。

## 人口

1962-2008年间圣皮埃尔德马耶人口变化图示

圣皮埃尔德马耶于2022年1月1日时的人口数量为852人。